# 広島市警察部
広島市警察部（ひろしましけいさつぶ）は、広島県警察が警察法第52条に基づき広島市に設置している部門（市警察部）。同条では「指定市の区域内における道府県警察本部の事務を分掌させるため、当該指定市の区域に市警察部を置く。」と定められており、政令指定都市である広島市に設置されている。ただし、同市に広島県警察本部があり、同警察本部の警務部長が広島市警察部長を兼務しており、事務分掌も警務部警務課が兼務という形をとっている。